# Onofre Corpuz

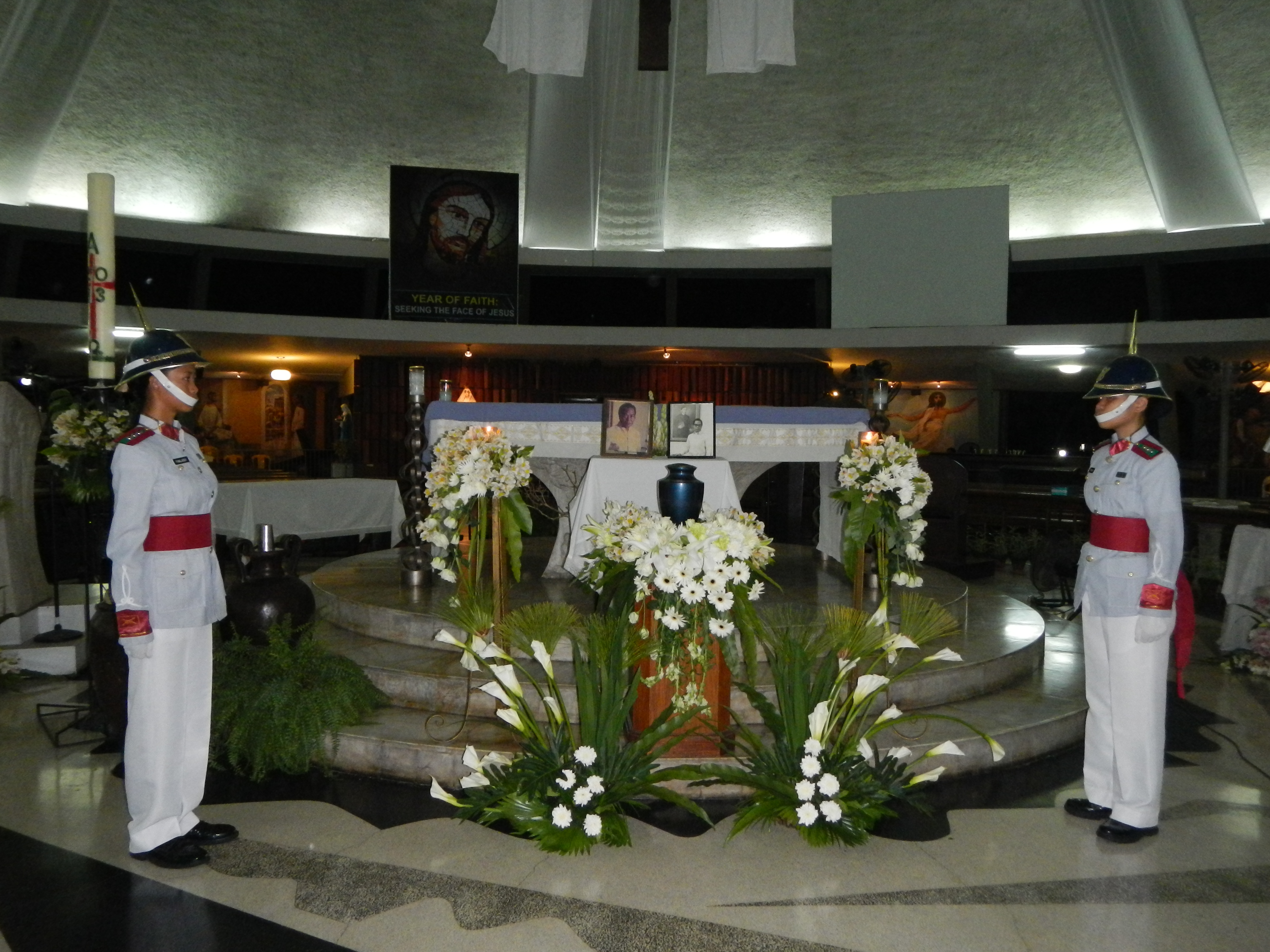
Necrological service (Urn, Parish of the Holy Sacrifice)

Onofre D. Corpuz (Camiling, 1 december 1926 – Quezon City, 23 maart 2013), ook bekend als O.D. Corpuz, was een Filipijns wetenschapper, bestuurder, minister en schrijver van diverse boeken over de Filipijnse geschiedenis, economie en politiek. Corpuz was van 1968 tot 1971 en van 1979 tot 1983 minister van onderwijs in het kabinet van president Ferdinand Marcos en van 1975 tot 1979 president van de University of the Philippines. Corpuz kreeg in 2004 de titel Nationaal Wetenschapper van de Filipijnen toegekend.

## Biografie
Onofre D. Corpuz werd geboren op 1 december 1926 in Camiling in de Filipijnse provincie Tarlac. Na de Tarlac High School studeerde hij vanaf 1946 politieke wetenschappen aan de University of the Philippines (UP), waar hij in 1950 zijn Bachelor of Arts-diploma magna cum laude behaalde. Corpuz vervolgde zijn studie in de Verenigde Staten. In 1953 behaalde hij een Master of Arts-diploma aan de University of Illinois en in 1955 een M.P.A. aan Harvard University. In 1956 promoveerde hij in de politieke economie en overheid aan Harvard.
Corpuz begon zijn carrière als docent aan de UP. In 1956 werd hij aangesteld als universitair docent en in 1962 volgde een benoeming tot universitair hoofddocent. In 1966 werd Corpuz hoogleraar politieke wetenschappen en economie. Tevens was hij van 1966 tot 1968 onderminister van onderwijs. Aansluitend was hij drie jaar minister van onderwijs tijdens de tweede ambtstermijn van president Ferdinand Marcos. In 1975 werd hij benoemd tot president van de University of the Philippines.
Na afloop van zijn termijn als president van deze universiteit volgde van 1979 tot 1983 een tweede termijn als minister van onderwijs. Na 1983 legde Corpuz zich toe op het schrijven en publiceerde hij diverse boeken over de Filipijnse geschiedenis, economie en politiek. In 1999 werd Corpuz gekozen als lid van het National Academy of Science and Technology, een adviesorgaan op het gebied van wetenschap en technologie. In 2004 werd hij door president Gloria Macapagal-Arroyo benoemd tot nationaal wetenschapper van de Filipijnen.
O.D. Corpuz overleed op 23 maart 2013 in het National Kidney Transplant Institute in Quezon City op 86-jarige leeftijd aan de gevolgen van een hartstilstand. Hij was getrouwd met Aurora Corpuz, voormalig decaan en hoogleraar van de University of the Philippines

## Werken
Enkele van zijn werken zijn:
- The Bureaucracy in the Philippines (1957)
- The Philippines (1966)
- Education and Socioeconomic Change in the Philippines, 1870-1960s (1967)
- Foundations and dynamics of Filipino Government and politics, met Jose V. Abueva, R.P. de Guzman, en F. Heady (1969)
- Filipina (1972)
- Liberty and government in the new society: an intellectual perspective (1983)
- Literacy retention among dropouts from the Philippine elementar schools (1983)
- The Roots of the Filipino Nation (1989)
- An Economic History of the Philipines (1997)
- The making of the Malolos constitution: September 1898 - January 1899 (1997)
- Saga and Triumph: The Filipino Revolution against Spain (2002)